# Velogny
Velogny település Franciaországban, Côte-d’Or megyében. Lakosainak száma 33 fő (2022. január 1.). Velogny Arnay-sous-Vitteaux, Clamerey, Marcilly-et-Dracy, Sainte-Colombe-en-Auxois és Saint-Thibault községekkel határos.

## Népesség
A település népessége az elmúlt években az alábbi módon változott:
| Lakosok száma | 26   | 25   | 43   | 36   | 36   | 35   | 35   | 33   | 32   | 33   |
|               | 1968 | 1982 | 1990 | 2006 | 2013 | 2015 | 2017 | 2019 | 2020 | 2022 |